# タマキクラゲ
タマキクラゲ（珠木耳、学名: Exidia uvapassa）は、キクラゲ科のキノコ。
日本、韓国に分布する。食用。
腐生性。春から秋、ときに真冬でも、人里近くの雑木林で見られる。コナラやクヌギ、ミズナラなどブナ科の落葉樹の枯れ木の枝先によく発生し、枝ごと地上に落下して見つかる。樹木の多い公園などでも見つかる。
子実体はゼラチン質で、大きさは1 - 2センチメートル (cm) 前後、いびつな球形、類球形、平板状など多様な形状をとる。群生して発生するが、隣接した子実体と融合することはない。色は単褐色や赤褐色。上表面は無数の微細なイボで覆われる。乾燥すると縮んで干しぶどうのように固くなる。
胞子は無色で腎臓型。

## 食用
子実体は茹でて食用にできる。無味無臭で、湯がいて寒天ゼリーと一緒にシロップをかけてデザートにしてもよい。